# Magik? (tijdschrift)
Magik? (voorheen Jongerenkontakt) was een Belgisch Nederlandstalig tijdschrift dat werd uitgegeven door de ABVV Jongeren.

## Historiek
Het tijdschrift verscheen voor het eerst in 1967 onder de titel Jongerenkontakt, in 1992 werd de naam gewijzigd naar Magik?. Vanaf 2008 werd het tijdschrift ingrijpend aangepast. In 2017 verscheen het laatste exemplaar, sindsdien publiceert de organisatie een digitale nieuwsbrief.